# Maringián
Maringián es un barrio rural del municipio filipino de cuarta categoría de Cuyo perteneciente a la provincia  de Paragua en Mimaro, Región IV-B.

## Geografía
El barrio más septentrional de este municipio se encuentra en la franja costera de la isla de Gran Cuyo,  situada en el mar de Joló en las Islas de Cuyos, archipiélago formado por cerca de 45 islas situadas al noreste de la isla de Paragua (Puerto Princesa), al sur de Mindoro (San José) y al oeste de la de Panay (Iloílo).
Su término linda al norte con la mar; al sur con el barrio de Tocadán; al este con el municipio de Magsaysay, barrios de Los Angeles  e Igabas ; y al oeste con el barrio de Catadman.

### Demografía
El barrio de Maringián contaba en mayo de 2010 con una población de 1.490 habitantes.